# باشگاه فوتبال اردواسپور
باشگاه فوتبال اردواسپور (به ترکی استانبولی: Orduspor) باشگاه فوتبال ترکیه‌ای است که در سال ‌۱۹۶۷ در اردو تأسیس شده‌است و هم‌اکنون در سوپر لیگ فوتبال ترکیه بازی می‌کند. ورزشگاه ۱۹ سپتامبر اردو محل انجام بازی‌های خانگی این تیم می‌باشد.